# Harry Glaß
Harry Glaß (Klingenthal, 11 ottobre 1930 – Rodewisch, 13 dicembre 1997) è stato un saltatore con gli sci tedesco.

## Palmarès

### Olimpiadi invernali
- Bronzo a Cortina d'Ampezzo 1956 nel salto con gli sci.